# Дымова, Евдокия Васильевна
Евдокия Васильевна Дымова (10 марта 1922, Талица, Коми АССР — 27 апреля 2009, Прилузский район, Республика Коми) — передовик советского сельского хозяйства, доярка совхоза «Мутницкий» Прилузского района Коми АССР, Герой Социалистического Труда (1976).

## Биография
Родилась 10 марта 1922 года в деревне Талица, ныне Прилузского района Республики Коми в русской крестьянской семье.
С пятнадцати лет работала в полеводстве местного совхоза «Мутницкий». В 1939 году перешла работать на ферму дояркой. Ежегодно добивалась высоких результатов по надою молока. В её группе было 20 коров. После перехода на механизированную дойку её группа увеличилась до 50 голов. Однако, Евдокия Васильевна попросилась оставить её работать на ручной дойке. Так и проработала до выхода на пенсию.
Указом Президиума Верховного Совета СССР от 23 декабря 1976 года за получение высоких показателей в сельском хозяйстве и рекордные надои молока Евдокии Васильевне Дымовой было присвоено звание Героя Социалистического Труда с вручением ордена Ленина и золотой медали «Серп и Молот».
Неоднократно участвовала в выставках достижений народного хозяйства. Общий трудовой стаж составил 39 лет. Была депутатом Прилузского районного и сельского Советов.
Умерла 27 апреля 2009 года.

## Награды
За трудовые успехи была удостоена:
- золотая звезда «Серп и Молот» (23.12.1976)
- два ордена Ленина (06.09.1973, 23.12.1976)
- Орден Трудового Красного Знамени (08.04.1971)
- другие медали.
- Заслуженный работник сельского хозяйства Коми АССР.
- Почётный гражданин Прилузского района Коми АССР[2].